# Hexatoma (Eriocera) brevipila
Hexatoma (Eriocera) brevipila is een tweevleugelige uit de familie steltmuggen (Limoniidae). De soort komt voor in het Nearctisch gebied.